# Longós
Longós o Logós (en griego Λογγός) es una localidad portuaria de la isla de Paxós, Corfú, Islas Jónicas, Grecia. Su población en 2001 era de 279 para la unidad municipal (denominada comunidad hasta 2011) y de 65 para el núcleo de población.

## Geografía física
Longós se sitúa en la costa nororiental de Paxós, rodeada por olivos y pinos.

## Patrimonio
La arquitectura de Longós es la típica del mar Jónico, con calles estrechas ordenadas alrededor de una pequeña plaza. Posee una de las almazaras más antiguas de la isla.